# Leandro Cunha
Leandro Leme da Cunha (São José dos Campos, 13 de octubre de 1980) es un deportista brasileño que compitió en judo.
Ganó dos medallas en el Campeonato Mundial de Judo, en los años 2010 y 2011, y seis medallas en el Campeonato Panamericano de Judo entre los años 2004 y 2012. En los Juegos Panamericanos de 2011 consiguió una medalla de oro.

## Palmarés internacional
| Campeonato Mundial      | Campeonato Mundial            | Campeonato Mundial | Campeonato Mundial |
| Año                     | Lugar                         | Medalla            | Categoría          |
| ----------------------- | ----------------------------- | ------------------ | ------------------ |
| 2010                    | Tokio (Japón)                 | Medalla de plata   | –66 kg             |
| 2011                    | París (Francia)               | Medalla de plata   | –66 kg             |
| Juegos Panamericanos    |                               |                    |                    |
| Año                     | Lugar                         | Medalla            | Categoría          |
| 2011                    | Guadalajara (México)          | Medalla de oro     | –66 kg             |
| Campeonato Panamericano |                               |                    |                    |
| Año                     | Lugar                         | Medalla            | Categoría          |
| 2004                    | Isla de Margarita (Venezuela) | Medalla de oro     | –66 kg             |
| 2006                    | Buenos Aires (Argentina)      | Medalla de plata   | –66 kg             |
| 2007                    | Montreal (Canadá)             | Medalla de plata   | –66 kg             |
| 2010                    | San Salvador (El Salvador)    | Medalla de bronce  | –66 kg             |
| 2011                    | Guadalajara (México)          | Medalla de oro     | –66 kg             |
| 2012                    | Montreal (Canadá)             | Medalla de oro     | –66 kg             |